# 鳥取のふとんの話
『鳥取のふとんの話』（とっとりのふとんのはなし）は小泉八雲が発表した怪談。『知られぬ日本の面影』に所載されており、妻・小泉節子が語って聞かせた鳥取市（または近郊の浜村温泉）に伝わる古い昔話を再話したものとされている。

## 物語
鳥取の町に小さな宿屋が開業し、1人の旅商人の男が初めての客として泊まった。ところが、深夜ふとんの中から「あにさん寒かろう」「おまえこそ寒かろう」という子どもの声が聞こえてくるのに目を覚まし、幽霊だと主人に訴えた。主人はそんな話を相手にしなかったが、その後も宿泊客があるたびに同じような怪異が続き、とうとう宿屋の主人もふとんがしゃべる声を聞いた。主人はその原因を調べるため、ふとんを購入した古道具屋に事情を問いただすと、次のような悲しい話が明らかになった。
そのふとんは、鳥取の町はずれにある小さな貸屋の家主から古道具屋が購入した物だった。その貸屋には、貧しい夫婦と2人の小さな男の子の家族が住んでいたが、夫婦は息子たちを残して相次いで死んでしまった。2人の兄弟は家財道具や両親の残した着物を売り払いながら何とか暮らしてきたが、ついに1枚の薄いふとんを残して売るものがなくなってしまった。大寒の日、兄弟はふとんにくるまり、「あにさん寒かろう」「おまえこそ寒かろう」と寒さに震えていた。やがて冷酷な家主がやってきて、家賃の代わりに最後のふとんを奪い取り、兄弟を雪の中に追い出してしまった。かわいそうな兄弟は行くあてもなく、少しでも雪をしのごうと、追い出された家の軒先に入って2人で抱き合いながら眠ってしまった。神様は2人の体に新しい真っ白なふとんをかけておやりになった。もう寒いことも怖いことも感じなかった。しばらく後に2人の亡骸は見つかり、千手観音堂の墓地に葬られた。
この話を聞いて哀れに思った宿屋の主人は、ふとんを寺に持って行き、かわいそうな2人の兄弟を供養してもらった。それ以来、ふとんがものを言うことはなくなったという。

## 備考
- 江戸時代の怪談として脚色される場合が多く、学習雑誌や児童向けの紙芝居等でも江戸時代の話として掲載された事があったが、小泉八雲の筆になるものは明治時代の物語である。

- 同じ内容のものが下村千秋の作品[1]にある。